# Bordonaro
Bordonaro is een plaats (frazione) in de Italiaanse gemeente Messina.